# Реката
Вижте пояснителната страница за други значения на Реката.
„Реката“ (на английски: The River) е американски романтичен филм от 1951 година на режисьора Жан Реноар по негов сценарий в съавторство с Ръмър Годън, базиран на нейния едноименен роман от 1946 година. Главните роли се изпълняват от Патриша Уолтърс, Томас Брийн, Радха Бурние.

## Сюжет
В центъра на сюжета е богато британско семейство в Бенгал, дъщерята в което се влюбва нещастно в загубил крака си мъж, който от своя страна е влюбен в наполовина индийка.

## В ролите
| Изпълнител       | Роля         |
| ---------------- | ------------ |
| Нора Суинбърн    | Майката      |
| Есмънд Найт      | Бащата       |
| Артър Шийлдс     | Мистър Джон  |
| Супрова Мукерджи | Нан          |
| Томас Брийн      | Капитан Джон |
| Патриша Уолтърс  | Хариет       |
| Радха Бурние     | Мелани       |
| Ейдриън Кори     | Валери       |
| Джун Трип        | разказвач    |

## Номинации
- „Реката“ е номиниран за наградата „Златен лъв“ и за наградите на БАФТА за най-добър филм и най-добър британски филм.[4]